# Bucklandiella pycnotricha
Bucklandiella pycnotricha là một loài Rêu trong họ Grimmiaceae. Loài này được (Müll. Hal.) Bednarek-Ochyra, Ochyra & Seppelt mô tả khoa học đầu tiên năm 2010.